# Hugo Zigerli
Hugo Zigerli, né le 25 février 1960 à Bienne, est un joueur professionnel suisse de hockey sur glace.

## Biographie
Père de Manuel Zigerli, également joueur de hockey, il passe toute sa carrière de 1978 à 1987 au HC Bienne avec qui il devient champion de Suisse de LNA en 1978, 1981 et 1983.